# Acrocephalus caffer
El carricero de Tahití (Acrocephalus caffer) es una especie de ave paseriforme de la familia Acrocephalidae endémica de la isla de Tahití. 

## Taxonomía
Anteriormente se clasificaba en la familia Sylviidae, hasta que esta se escindió. Anteriormente se consideraba que el carricero de Moorea y el carricero de Garrett eran subespecies del carricero de Tahití, pero en la actualidad se consideran especies separadas.

## Conservación
Anteriormente se consideraba una especie vulnerable por la UICN. pero investigaciones más recientes demostraron que era menos abundante de lo que se creía, por lo que en 2008 se cambió su estatus a especie en peligro de extinción.